# Henrietta Šarlota Nasavsko-Idsteinská
Henrietta Šarlota Nasavsko-Idsteinská (9. listopadu 1693, Idstein – 8. dubna 1734, Delitzsch) byla členkou německého šlechtického rodu Nasavských a sňatkem sasko-merseburskou vévodkyní.

## Původ a rodina
Narodila se na zámku Idstein v Idsteinu jako čtvrté z dvanácti dětí Jiřího Augusta, hraběte a od roku 1688 knížete nasavsko-idsteinského a jeho manželky Henrietty Dorotey Oettingenské. Z jejích jedenácti starších a mladších sourozenců se pouze čtyři sestry dožily dospělosti: východofríská princezna Kristýna Luisa, dědičná princezna sasko-eisenašská Albertina Juliána, nasavsko-weilburská kněžna Augusta Frederika a hraběnka z Lippe-Detmold Johanetta Vilemína.

## Manželství a potomci
4. listopadu 1711 se jako osmnáctiletá v Idsteinu tajně provdala za o pět let staršího vévodu Mořice Viléma Sasko-Merseburského.
Po osmi letech bezdětného svazku Henrietta 23. července 1720 porodila dceru Frederiku Ulriku, která však během několika hodin zemřela. Ačkoli se toto dítě oficiálně objevuje jako vévodova dcera, je vysoce pravděpodobné, že byla plodem poměru své matky s Fridrichem Karlem von Pöllnitzem, hofmaršálem a několikaletým milencem Henrietty Šarloty.
Po manželově smrti v roce 1731 Henrietta odešla na zámek v Delitzsch, kde s von Pöllnitzem otevřeně žila až do své smrti. Henrietta Šarlota přežila svého manžela o tři roky a zemřela 8. dubna 1734 ve 40 letech.